# Fenómeno de Gallavardin
El fenómeno de Gallavardin es un signo clínico encontrado en pacientes con estenosis aórtica. Está descrito como la disociación entre los componentes ruidoso y musical del soplo cardíaco escuchado en la estenosis aórtica. El componente ruidoso áspero se ausculta mejor en el borde esternal superior derecho irradiándose  al cuello debido a la alta velocidad de eyección en la aorta ascendente. El componente musical de alta frecuencia se ausculta mejor en el ápex cardíaco. La presencia de un soplo sistólico en el ápex puede ser confundido con una insuficiencia mitral. Sin embargo, el soplo apical del fenómeno de Gallavardin no se irradia hacia la axila izquierda y está acentuado por el enlentecimiento de la frecuencia cardíaca (tal como una pausa compensatoria tras una extrasístole) mientras que en la insuficiencia mitral no cambia.
El signo fue nombrado por Louis Gallavardin, y descrito por Gallavardin y Ravault en 1925.